# Liparis walkeriae
Liparis walkeriae är en orkidéart som beskrevs av Robert Graham. Liparis walkeriae ingår i släktet gulyxnen, och familjen orkidéer. Inga underarter finns listade i Catalogue of Life.